# Mestre
Mestre je nejlidnatější obvod pevninské části města Benátek v severní Itálii. Žije zde téměř 90 tisíc obyvatel. S ostrovní částí Benátek je spojeno asi 3,5 km dlouhým železničním i silničním Mostem svobody (Ponte della Libertà) přes Benátskou lagunu. Historické městečko prodělalo koncem 20. století prudký rozvoj jednak v důsledku rozvoje sousední průmyslové čtvrti Marghera, jednak jako východisko turistů, kteří přijíždějí do Benátek. Jako Mestre se někdy chybně označuje celá pevninská část Benátek.

## Historie
Místo při ústí řeky Marzenego bylo osídleno už v pravěku, římské oppidum na tomto místě zničil Attila a sídlo bylo obnoveno až v 10. století. Přístav v Mestre profitoval z rostoucího bohatství a významu Benátek, roku 1323 město dobyli veronští Scaligerové a roku 1337 Benátčané. Roku 1797 je dobyl Napoleon a od roku 1808 bylo svobodným městem. V roce 1923 dostalo titul města, ale roku 1926 se stalo součástí Benátek.

## Hospodářství
Mestre je pevninským zázemím Benátek, kde žije víc stálých obyvatel než na historickém ostrově. Protože je zde podstatně levnější bydlení a i ostatní životní náklady jsou nižší než na ostrově, žijí zde dělníci a zaměstnanci, ale také méně zámožní turisté, kteří využívají dobré dopravní spojení autobusy i čtyřkolejnou železniční tratí po Mostě svobody. Zájezdové autobusy také často parkují v Mestre. V Mestre je obchodní přístav a důležitá železniční i dálniční křižovatka.

## Zajímavosti
Mestre, podobně jako ostatní pevninské čtvrti Benátek, jsou většinou dosti chaoticky vzniklá sídliště. Historické jádro v Mestre je malé, soustředěné kolem náměstí Piazza Ferretto a nepříliš bohaté
- Torre dell' Orologio, strážní věž z roku 1108 s hodinami.
- Stará radnice (Palazzo podestarile).
- Kostel sv. Vavřince, barokní stavba ze 17. století.

### Galerie

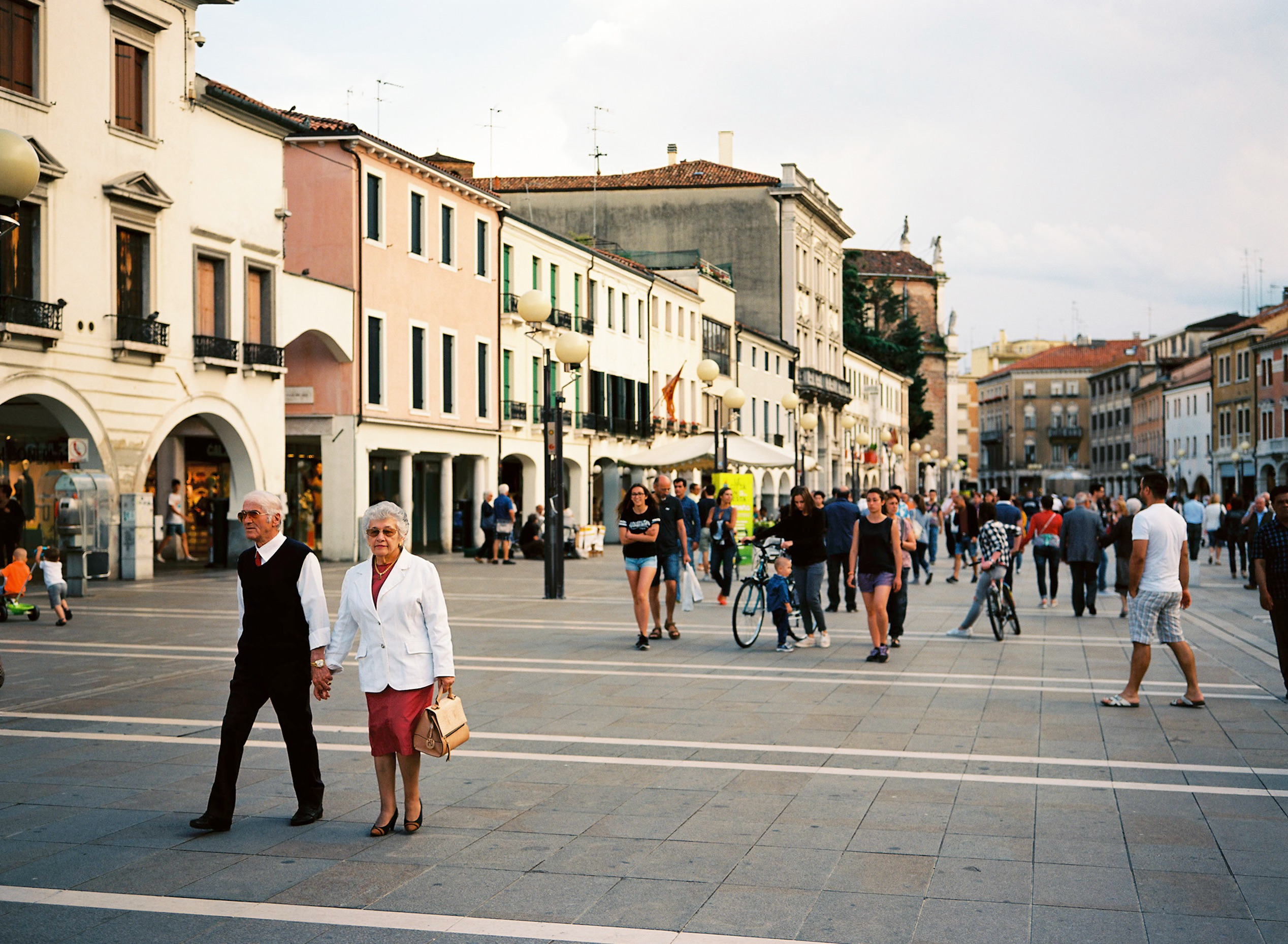
Piazza Ferretto
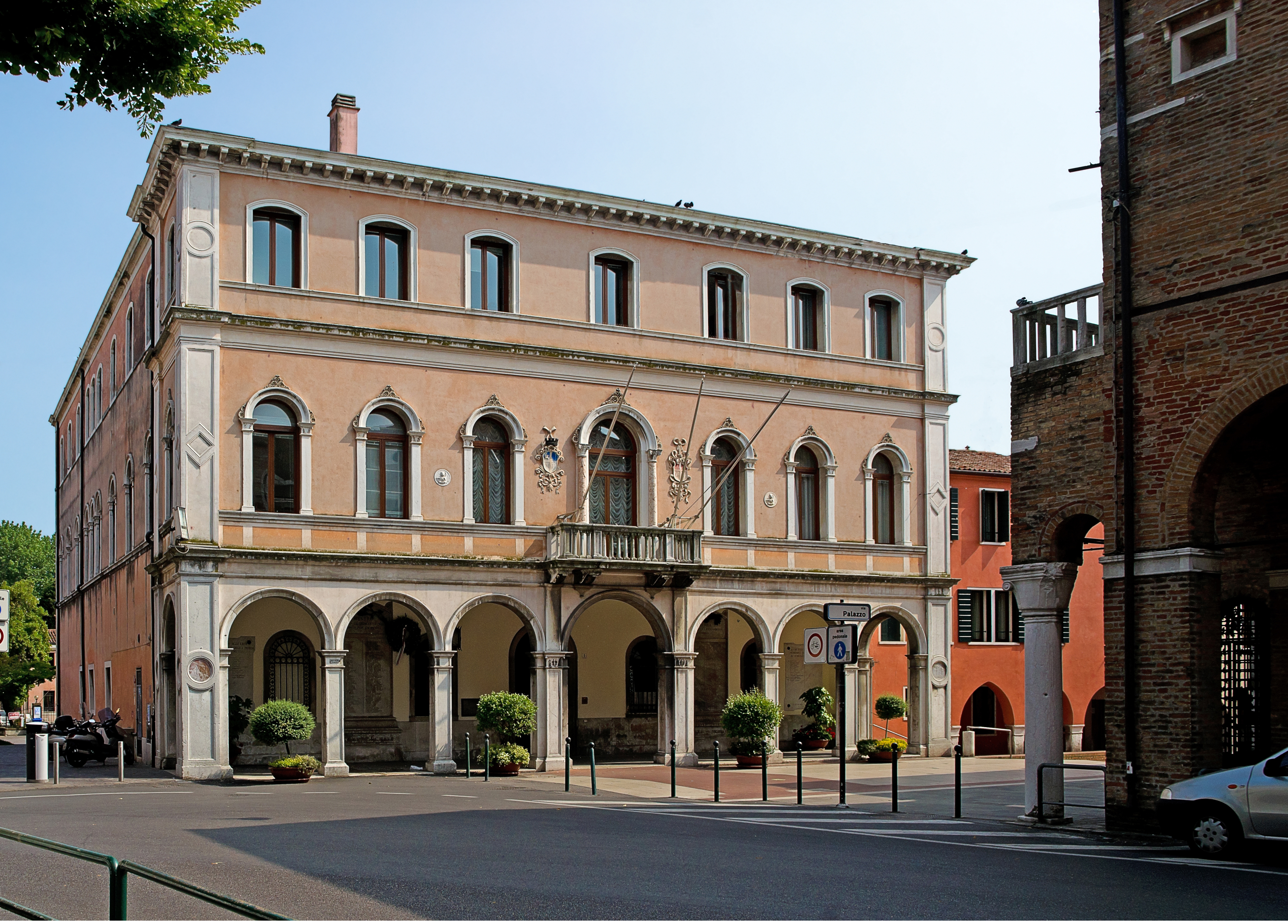
Radnice
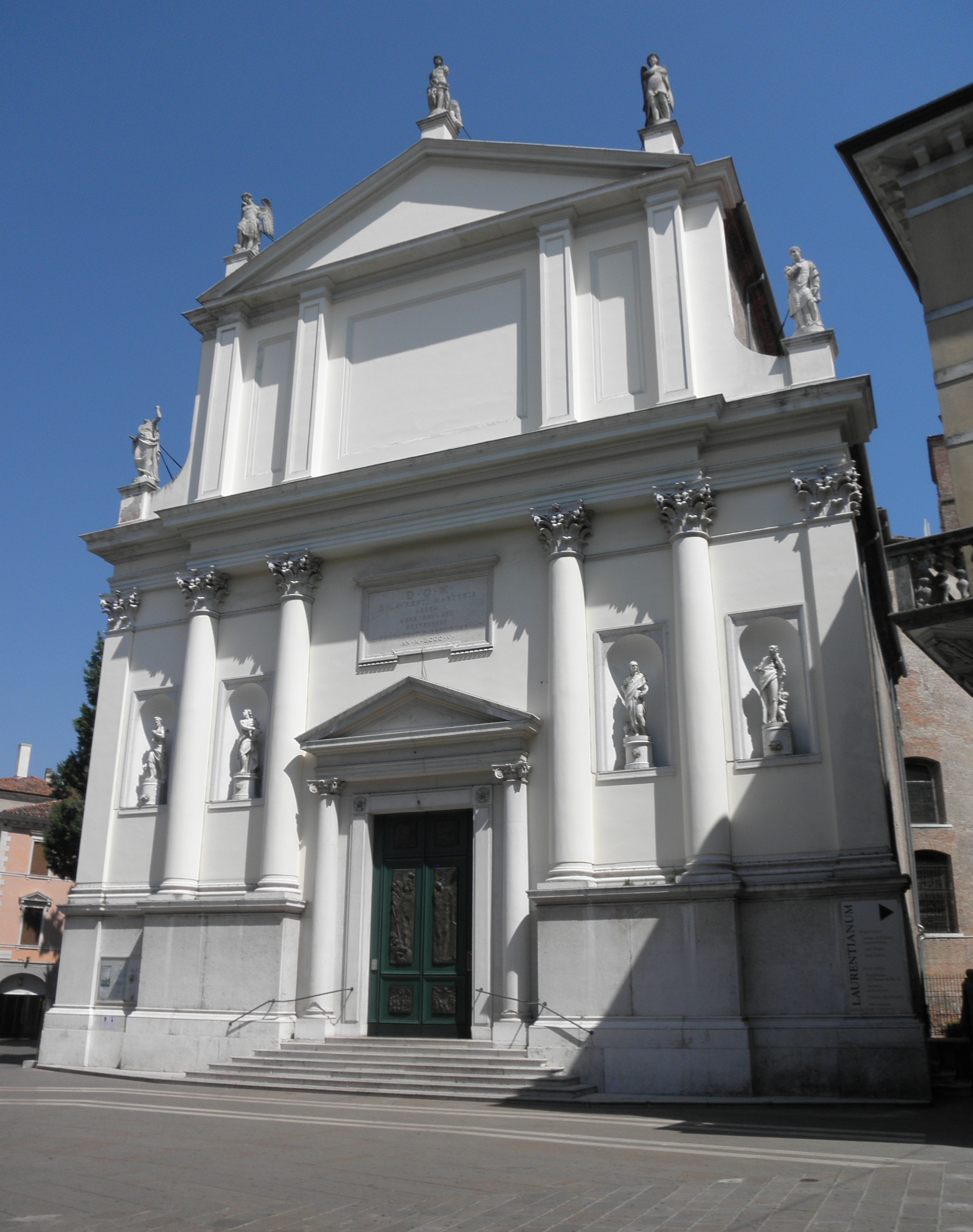
Dóm sv. Vavřince
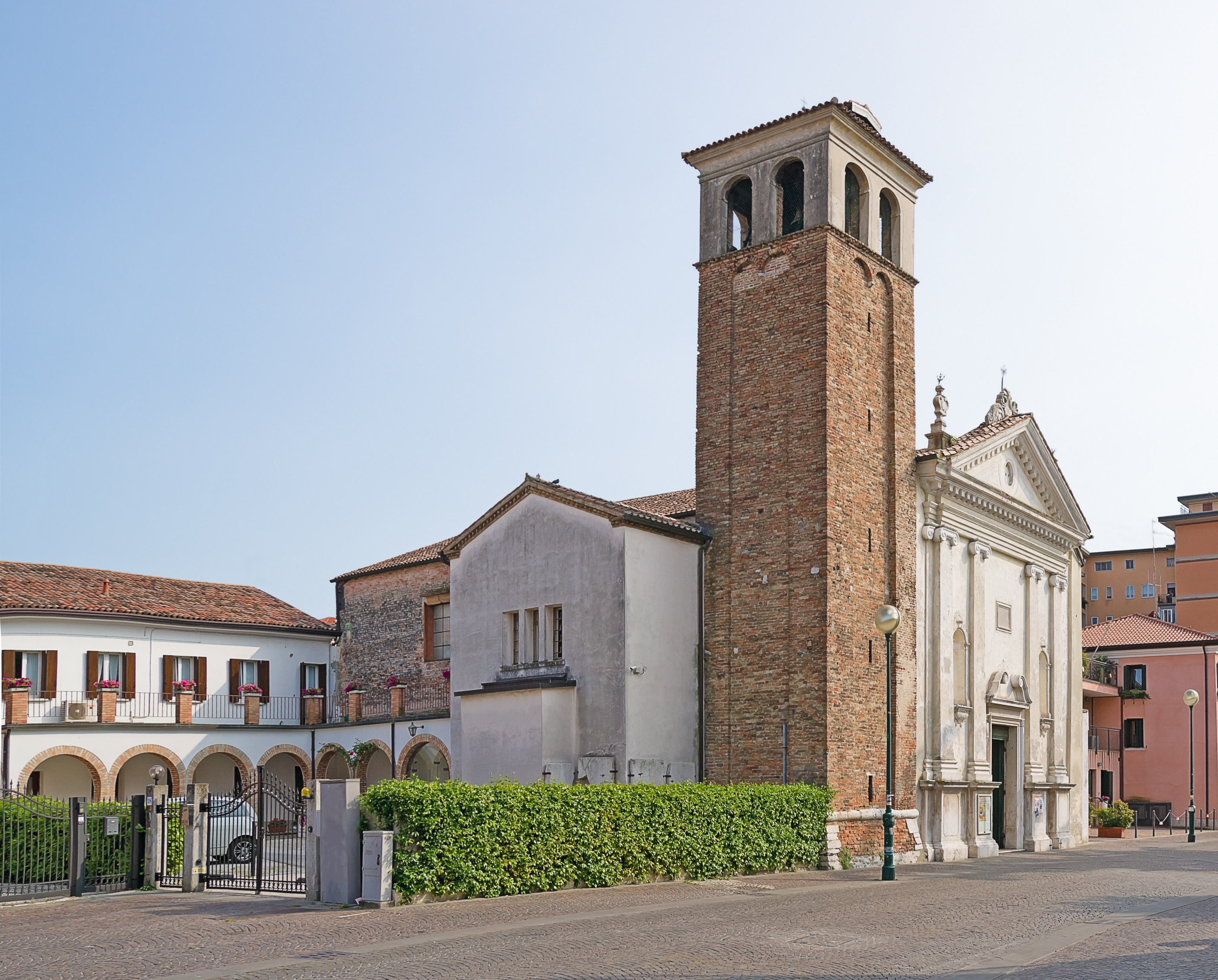
Kostel sv. Jeronýma